# 皮德尼斯特里亞內
49°25′41″N 24°12′11″E / 49.42806°N 24.20306°E
皮德尼斯特里亞內（羅馬化：Piddnistriany）是烏克蘭西部的村莊，隸屬利維夫州的斯特雷區。該村始建於1497年，面積0.97平方公里，海拔高度263米，2001年人口755，人口密度每平方公里778.35人。